# FARA 83
Le Fusíl Automático República Argentina (en français : Fusil automatique de la République d'Argentine), était le fusil conçu et développé pour l'armée argentine dans les années 1980.

## Développement
Le projet FAA commença au milieu des années 1980, quand le gouvernement était encore commandé par une dictature militaire. Le DGFM (General Government Directorate for Military Procurements) a commandé un remplacement des fusils FMAP FSL, un FN FAL construit sous licence en Argentine. Le prototype a été accompli en 1981 mais la production n'a commencé qu'en 1984, et a continué jusqu'en 1990.
Plus tard dans les années 1980 sous la présidence de Carlos Menem, le pays subissait des difficultés économiques. Le Royaume-Uni avait fermé son marché militaire en Argentine et avait interdit la production des armes modernes. Ces deux facteurs forcèrent le président Carlos Menem à annuler plusieurs projets incluant les missiles Condor I et Condor II (es), le FARA 83, et le SAIA 90 (es). Il a été aussi obligé à fermer des usines d'armement, incluant le TAMSE (es), qui fabriqué le char TAM et le chantier naval Manuel Domecq García (es), le premier chantier naval pour la construction de sous-marin. La production du fusil s'est arrêtée après que 1 193 fusils aient été produit, cependant la production reprit en 1990 mais le nombre d'exemplaires produits est inconnu, mais la plupart des forces armées argentines en sont équipées avec le FMAP FSL, tandis que le FARA 83 reste une arme secondaire.

## Caractéristiques principales
Le FARA 83 s'est beaucoup inspiré du Galil israélien. Le dispositif inclut une crosse rétractable et une visée normale en tritium; le fusil emploie un chargeur de 30 cartouches emprunté au AR 70/90 et permet de tirer en automatique et en semi-automatique.